# رودولف کنراد
رودولف کنراد (به آلمانی: Rudolf Konrad) در زمان جنگ جهانی دوم ژنرال آلمانی در ورماخت بود که به عنوان فرمانده سپاه خدمت می‌کرد. وی دریافت کننده صلیب آهنین شوالیه بود و در پایان جنگ، درجه ژنرال der Gebirgstruppe را داشت. 

## آغاز کار نظامی
در ژوئیه ۱۹۱۰ وی به عنوان یک هوادار (نامزد افسر) در یک هنگ توپخانه به خدمت سربازی درآمد. از اکتبر ۱۹۱۲ ستوان بود.

## زندگی
رودولف کنراد در ۷ مارس ۱۸۹۱ در کولمباخ در بایرن شمالی متولد شد. وی در ژوئیه ۱۹۱۰ به عنوان نشان وارد ارتش آلمان شد. او در اکتبر ۱۹۱۲ به عنوان ستوان به یک هنگ توپخانه میدانی باواریایی پیوست و در جنگ جهانی اول با آنها خدمت کرد.